# São Miguel do Oeste
São Miguel do Oeste este un oraș în Santa Catarina (SC), Brazilia.